# Ness Ziona
Ness Ziona (tiếng Hebrew: נס ציונה, tiếng Ả Rập: نيس تسيونا) là một thành phố Israel được thành lập năm 1883. Thành phố thuộc quận Trung. Thành phố có diện tích 15,579 dunam., dân số năm 2009 là 38.100 người.
Ness Ziona lần đầu tiên được biết đến với tên Nahalat Reuben theo Reuben Lehrer, người sở hữu đất. Năm 1878, Reisler Templer mua đất ở Wadi Hunayn, trồng một vườn cây ăn quả, và sống ở đó với gia đình của mình. Sau khi vợ và các con ông chết vì bệnh sốt rét, ông trở lại châu Âu. Ông đi đến Odessa vào năm 1882 và gặp Reuben Lehrer, một người Do Thái Nga với lý tưởng chủ nghĩa phục quốc Do Thái, người sở hữu đất nông nghiệp có. Reisler giao dịch lô đất ở Palestine cho đất Lehrer tại Nga. Lehrer làm aliyah với Moshe con cả của ông năm 1883, đưa vợ và 7 đứa con trong năm sau.
Lehrer đặt quảng cáo gần cổng Jaffa yêu cầu những người khác tham gia với mình. Những người tiên phong thành lập một khu phố có tên là Tel Aviv (thành phố Tel Aviv đã không tồn tại) mặc dù khu vực này vẫn còn được biết đến với tên tiếng Ả Rập, Wadi Hunayn. Năm 1888, Avraham Yalovsky, một thợ rèn, bị giết bảo vệ tài sản của mình khỏi các băng nhóm Ả Rập.
Năm 1891, Michael Halperin đã mua thêm đất ở Wadi. Ông tập hợp một nhóm người trên Hill of Love và giương một lá cờ màu xanh và màu trắng trang trí phù hiệu với các từ Ness Ziona ("Banner Zion") được viết bằng vàng. Tên này dựa trên một câu trong sách Giê-rê-mi, Giê-rê-mi 04:06. Lá cờ này là tương tự như lá cờ chính thức của Israel được thông qua tại Quốc hội chủ nghĩa phục quốc Do Thái đầu tiên trong bảy năm sau đó.